# 임자중앙국민학교 한동분교
임자중앙국민학교 한동분교는 전라남도 신안군 임자면 이흑암리에 있었던 초등학교이다.

## 변천
- 1967년 11월 3일 한동국민학교 개교
- 1986년 1월 1일 도서벽지학교 '나'급 지정
- 1989년 9월 1일 도서벽지학교 '다'급 조정
- 1990년 3월 1일 임자중앙국민학교 한동분교장 격하 편입
- 1994년 3월 1일 폐교 및 임자중앙국민학교 통폐합